# 新阿列克謝耶夫卡 (赫爾松州)

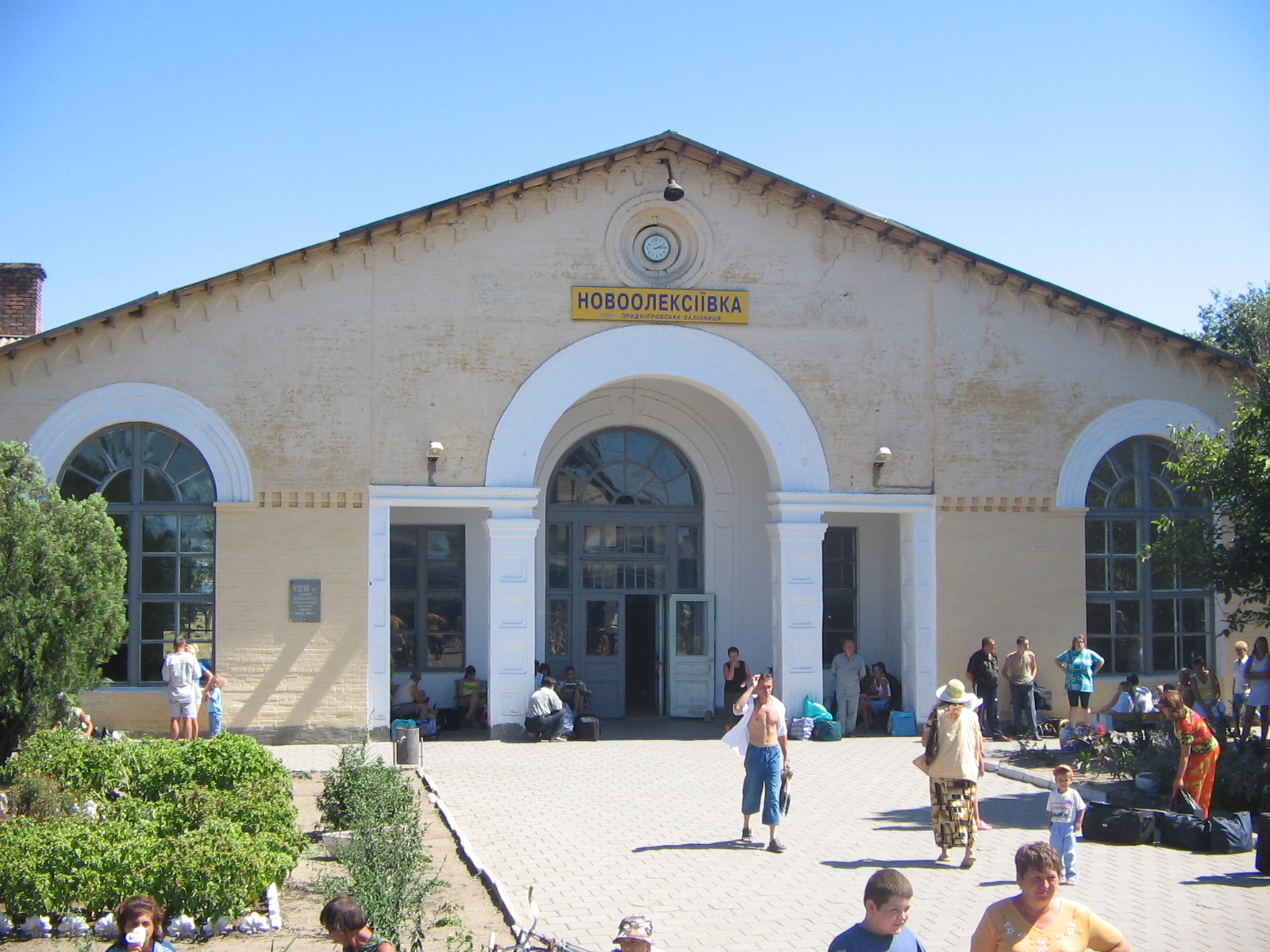
火车站

新阿列克谢耶夫卡（羅馬化：Novooleksiivka，羅馬化：Novoalekseevka），又译为新阿列克西伊夫卡，是烏克蘭南部赫爾松州海尼切斯克區海尼切斯克市镇内的鎮。處於海尼切斯克西北面17公里，始建於1874年，海拔高度22米，2011年人口10,224。